# Caroline Chang
Caroline Chang Campos (sinh năm 1966 tại Quevedo, Ecuador ) là một bác sĩ và chính trị gia người Ecuador. Bà là Bộ trưởng Bộ Y tế Công cộng của Ecuador dưới thời Tổng thống Rafael Correa. Cô hiện là Thư ký điều hành của Tổ chức Y tế Andean - Simplio Hipolito Anunue (ORAS CONHUE). Cô được bầu lại vào tháng 11 năm 2012.